# Liste des productions d'UPA
Voici une liste complète de tous les titres d'United Productions of America (UPA) sorti par Columbia Pictures de 1948 à 1959, ainsi qu'une liste complète de longs métrages et une liste incomplète de séries télévisées, de films industriels et de films de formation.

## Filmographie

### Courts métrages entre 1948 et 1959
Ensemble des films produit par UPA réalisé par Columbia Pictures

### Films de 1948
- 1948: Robin Hoodlum (Fox and Crow) – Academy Award Nommé

### Films de 1949
- The Magic Fluke (Fox and Crow) – Academy Award Nommé
- The Ragtime Bear (Jolly Flrolics avec Mr. Magoo)

### Films de 1950
- Punchy de Leon (Jolly Frolis avec Fox and Crow)
- Spellbound Hound (Mr. Magoo)
- The Miner's Daughter (Jolly Frolis)
- Giddyap (Jolly Frolis)
- Trouble Indemnity (Mr. Magoo  – Academy Award Nommé
- The Popcorn Story (Jolly Frolis)
- Bungled Bungalow (Mr. Magoo)

### Films de 1951
- Gerald McBoing-Boing (Jolly Frolis) – Academy Award Gagnant
- The Family Circus (Jolly Frolis)
- Barefaced Flatfoot (Mr. Magoo)
- Georgie and the Dragon (Jolly Frolis)
- Fuddy Duddy Buddy (Mr. Magoo)
- Wonder Gloves (Jolly Frolis)
- Grizzly Golfer (Mr. Magoo)

### Films de 1952
- The Oompahs (Jolly Frolis)
- Sloppy Jalopy (Mr. Magoo)
- Rooty Toot Toot (Jolly Frolis) – Academy Award Nommé
- Dog Snatcher (Mr. Magoo)
- Willie the Kid (Jolly Frolis)
- Pink and Blue Blues (Mr. Magoo) – Academy Award Nommé
- Pete Hothead (Jolly Frolis)
- Hotsy Footsy (Mr. Magoo)
- Madeline (Jolly Frolis)  – Academy Award Nommé
- Captains Outrageous (Mr. Magoo)

### Films de 1953
- Little Boy with a Big Horn (Jolly Frolis)
- The Emperor's New Clothes (Jolly Frolis)
- Safety Spin (Mr. Magoo)
- Christopher Crumpet (Jolly Frolis) – Academy Award Nommé
- Gerald McBoing Boing's Symphony (Gerald McBoing Boing)
- Magoo's Masterpiece (Mr. Magoo)
- The Unicorn in the Garden
- Magoo Slept Here (Mr. Magoo)
- The Tell-Tale Heart – Academy Award Nommé

### Films de 1954
- Bringing Up Mother
- Ballet-oop
- Magoo Goes Skiing (Mr. Magoo)
- The Man on the Flying Trapeze
- Fudget's Budget
- Kangaroo Courting
- How Now Boing Boing (Gerald McBoing Boing)
- Destination Magoo (Mr. Magoo)

### Films de 1955
- When Magoo Flew (Mr. Magoo) – Academy Award Gagnant
- Spare the Child
- Four Wheels No Brakes (Pete Hothead)
- Magoo's Check-Up (Mr. Magoo)
- Baby Boogie
- Magoo's Express (Mr. Magoo)
- Madcap Magoo (Mr. Magoo)
- Christopher Crumpet's Playmate (avec Christopher Crumpet)
- Stage Door Magoo (Mr. Magoo)
- The Rise of Duton Lang
- Magoo Makes News (Mr. Magoo)

### Films de 1956
- Gerald McBoing! Boing! on Planet Moo (Gerald McBoing Boing) – Academy Award Nommé
- Magoo's Caine Mutiny (Mr. Magoo)
- Magoo Goes West (Mr. Magoo)
- Calling Dr. Magoo (Mr. Magoo)
- The Jaywalker – Academy Award Nommé
- Magoo Beats the Heat (Mr. Magoo)
- Magoo's Puddle Jumper (Mr. Magoo) – Academy Award Gagnant
- Trailblazer Magoo (Mr. Magoo)
- Magoo's Problem Child (Mr. Magoo)
- Meet Mother Magoo (Mr. Magoo)

### Films de 1957
- Magoo Goes Overboard (Mr. Magoo)
- Matador Magoo (Mr. Magoo)
- Magoo Breaks Par (Mr. Magoo)
- Magoo's Glorious Fourth (Mr. Magoo)
- Magoo's Masquerade (Mr. Magoo)
- Magoo Saves the Bank (Mr. Magoo)
- Rock Hound Magoo (Mr. Magoo)
- Magoo's Moose Hunt (Mr. Magoo)
- Magoo's Private War (Mr. Magoo)

### Films de 1958
- Trees and Jamaica Daddy (Ham and Hattie) – Academy Award Nommé
- Sailing and Village Band (Ham and Hattie)
- Magoo's Young Manhood (Mr. Magoo)
- Scoutmaster Magoo (Mr. Magoo)
- The Explosive Mr. Magoo (Mr. Magoo)
- Magoo's Three-Point Landing (Mr. Magoo)
- Magoo's Cruise (Mr. Magoo)
- Love Comes to Magoo (Mr. Magoo)
- Spring and Saganaki (Ham and Hattie)
- Gumshoe Magoo (Mr. Magoo)

### Films de 1959
- Bwana Magoo (Mr. Magoo)
- Picnics Are Fun and Dino's Serenade (Ham and Hattie)
- Magoo's Homecoming (Mr. Magoo)
- Merry Minstrel Magoo (Mr. Magoo)
- Magoo's Lodge Brother (Mr. Magoo)
- Terror Faces Magoo (Mr. Magoo)[2]

## Séries télévisées
- The Gerald McBoing-Boing Show (1956-1957)
- Mister Magoo (1960-1961)
- The Dick Tracy Show (1961-1962)
- The Famous Adventures of Mr. Magoo (1964-1965)
- What's New Mr. Magoo? (1977-1979) (sous-licence et co-produit par DePatie-Freleng Enterprises)
- Gérald McBoing-Boing (2005-2007) (sous-licence et co-produit par Cookie Jar Entertainment et Classic Media)

### Spéciales
- Mr. Magoo's Christmas Carol (1962)
- Uncle Sam Magoo (1970)

### Films pour la propagande
- Brotherhood of Man (1945)[2]

### Longs Métrages
- 1001 Arabian Nights (1959) (réalisé par Columbia Pictures)
- Gay Purr-ee (1962) (réalisé par Warner Bros)